# Cetate (Timișoara)

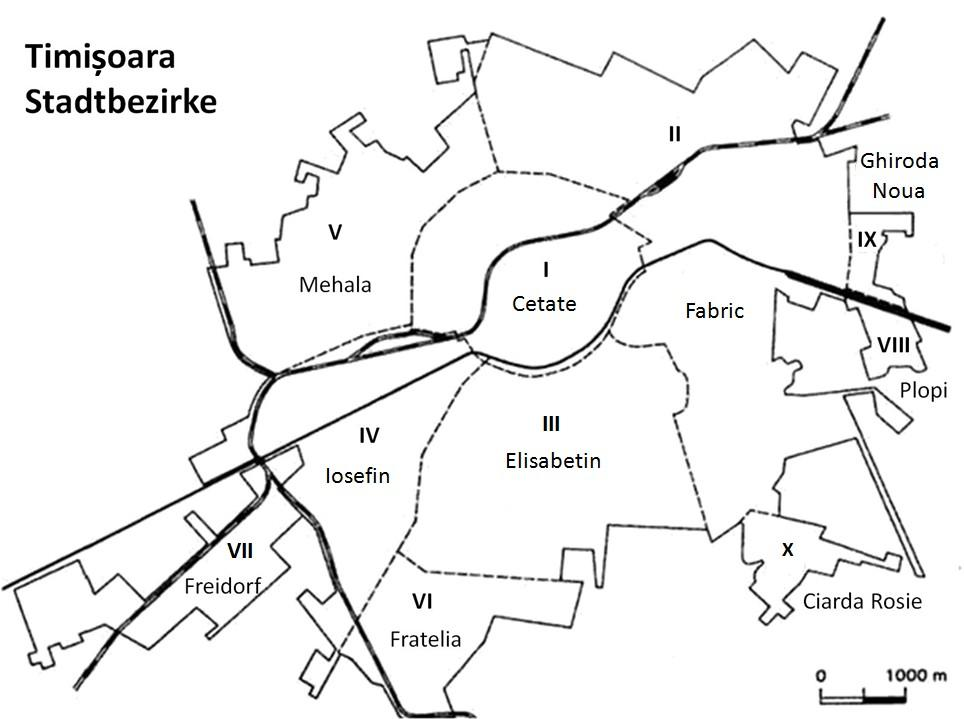
Cetate als Bezirk I im Zentrum Timișoaras

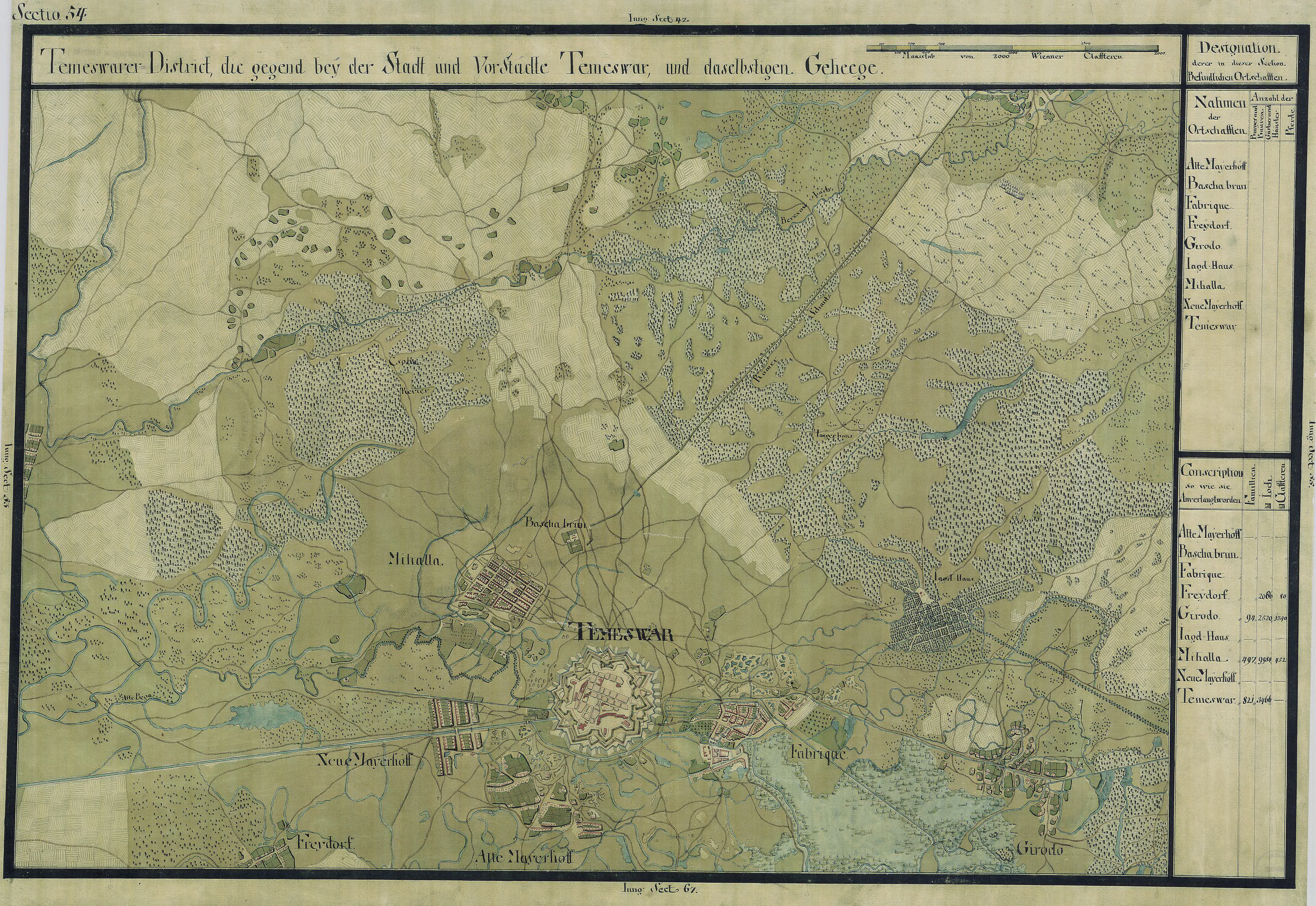
Cetate, Josephinische Landaufnahme, 1769–72

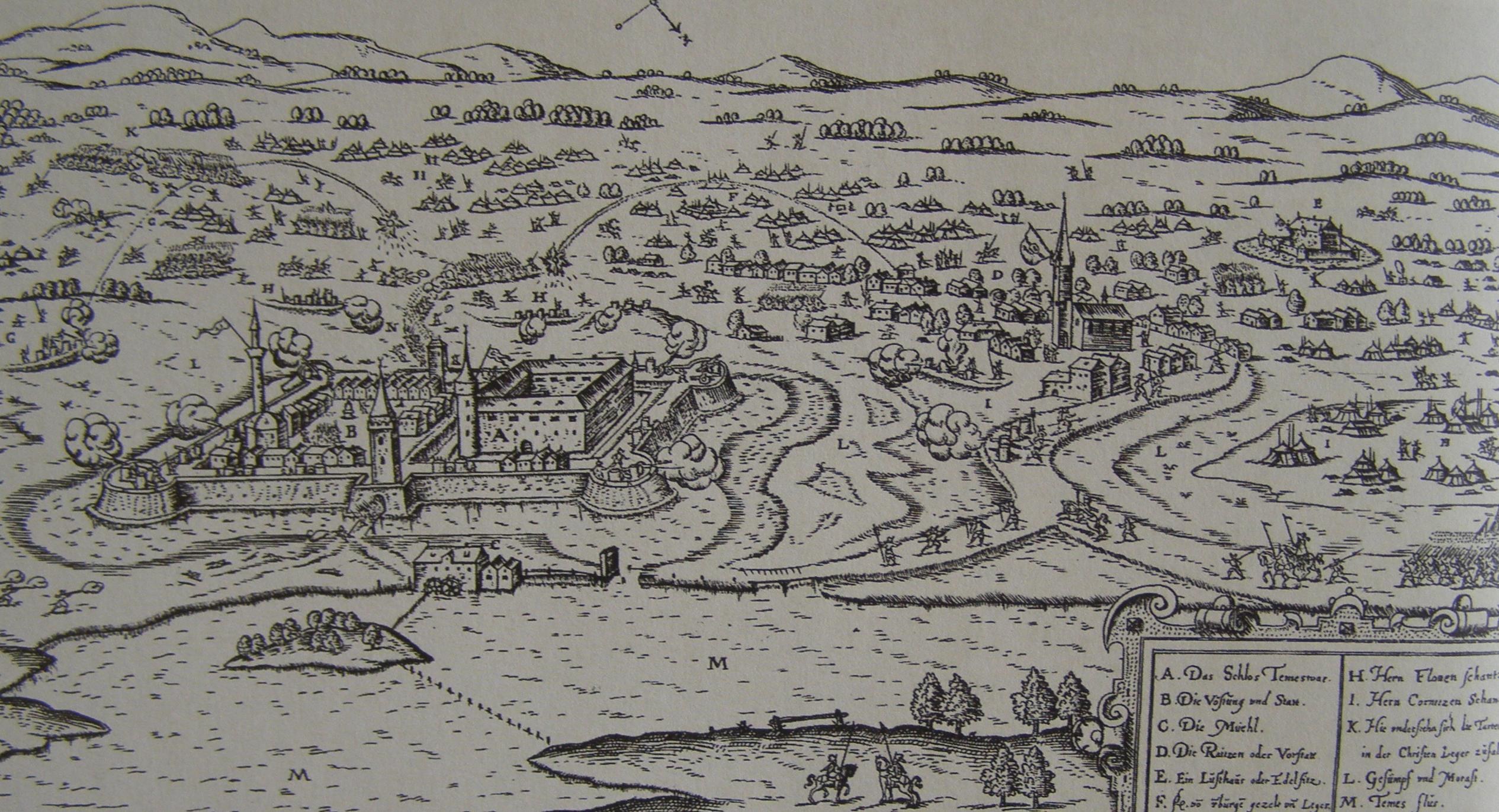
Festung, 1596

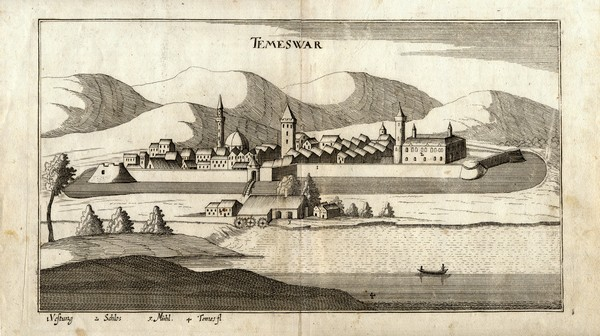
Festung unter osmanischer Okkupation, 1685 (nach Wagner: Delineatio Provinciae Pannoniae, Augsburg)

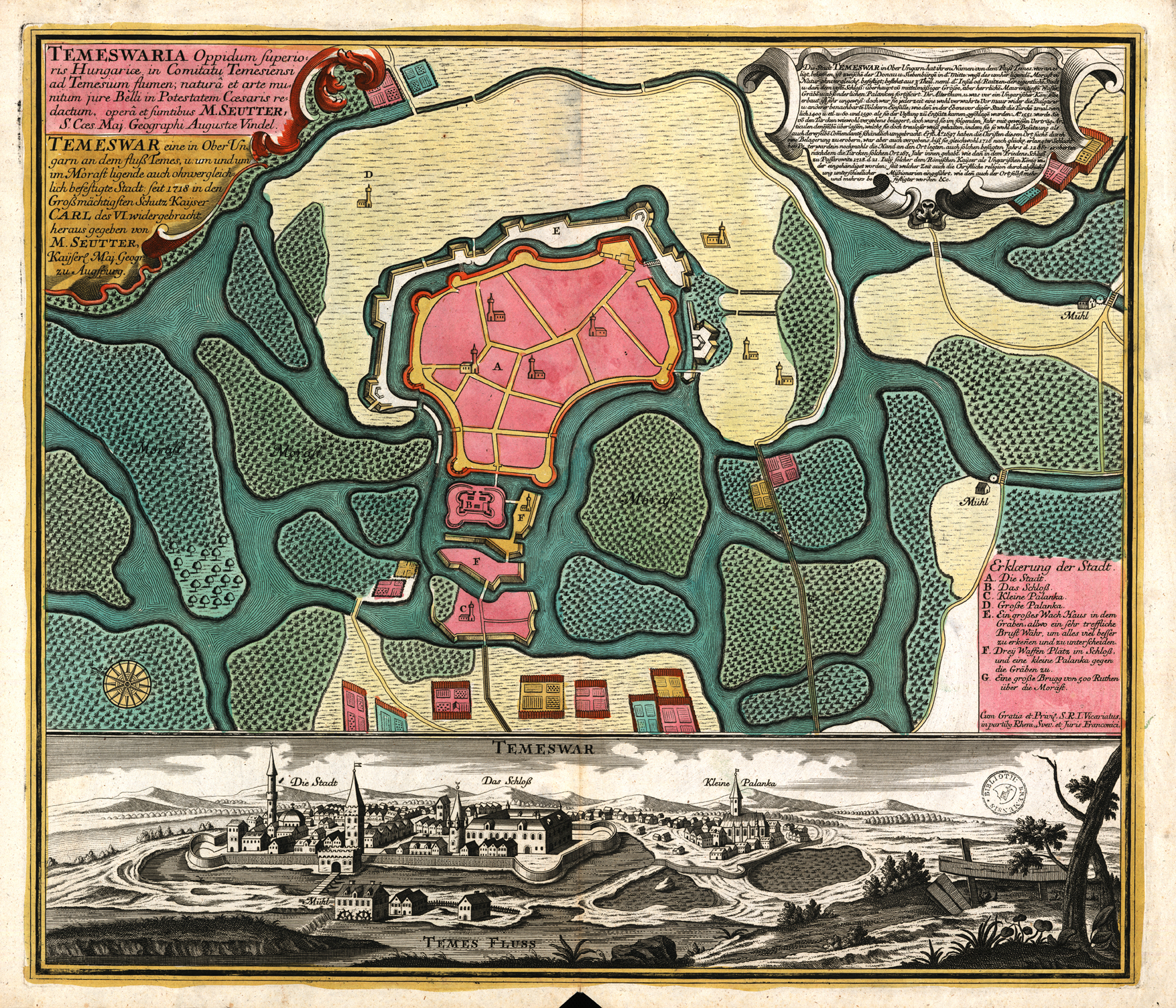
Cetate um 1723 (nach Matthäus Seutter)

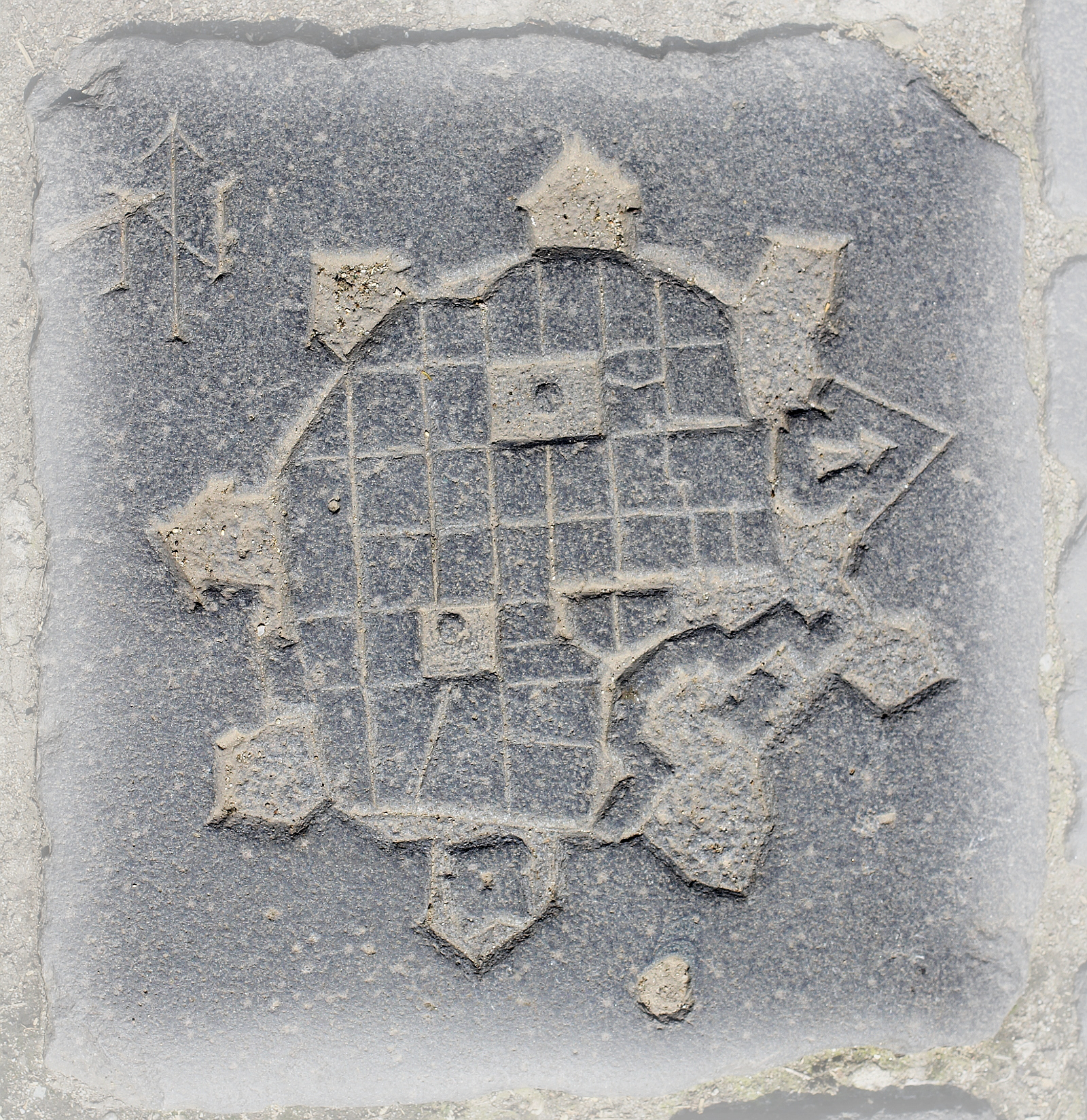
Cetate um 1765, Karte auf einem Pflasterstein der Piața Unirii

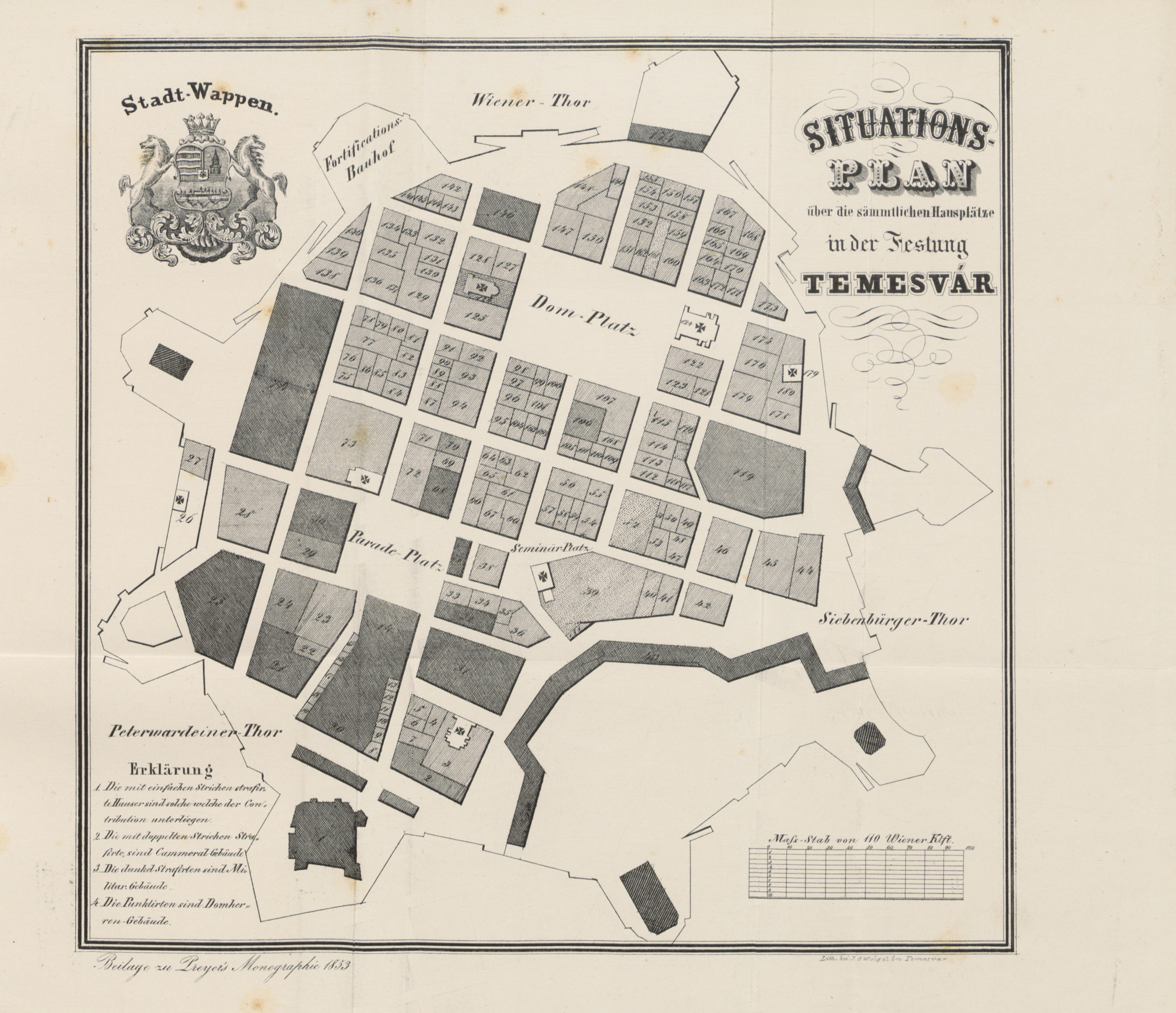
Situationsplan in der Festung Temesvár (um 1800)

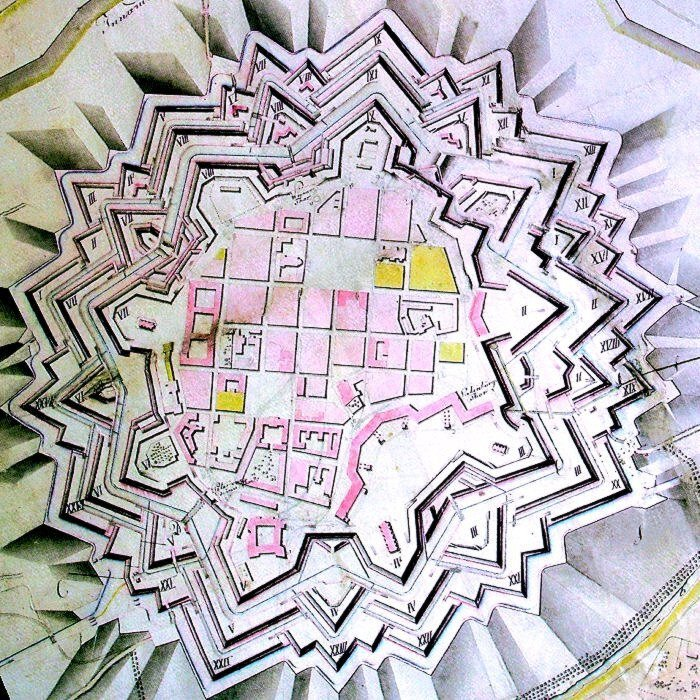
Festungsplan von 1808

Belváros um 1890/1891, mit den Vorstädten und noch unbebautem Festungsvorland

Die Festungsanlagen vor dem Staatstheater um 1900

Cetate (deutsch Innere Stadt, ungarisch Belváros) ist ein historisches Viertel, der I. Bezirk und das Zentrum der westrumänischen Stadt Timișoara (deutsch Temeswar). Der Bezirk belegt eine Fläche von 480 Hektar.
Der Begriff findet auch für die ehemals in den Grenzen des heutigen Stadtteils liegende Festung Temesvár Anwendung, von der im Wesentlichen nur noch die Maria-Theresia-Bastion erhalten ist.

## Geschichte
Der Name des Bezirks Cetate (deutsch Festung, Burg, lateinisch Castrum Timensiensis) bezieht sich auf die unterschiedlichen Festungsanlagen, die im Verlauf der Jahrhunderte in verschiedener Form und unter wechselnder Herrschaft an dieser Stelle bestanden. Es wird vermutet, dass die Festung schon im 10. Jahrhundert in awarischer Architektur errichtet wurde und sich, mit Wassergräben umgeben, an der Stelle des heutigen Nationaltheaters und Opernhauses von Timișoara befand.
Nach dem Sieg über den walachischen Herrscher Achtum wurde das Gebiet vom ersten ungarischen König Stephan I. in das Königreich Ungarn aufgenommen. Die Festung ist seit 1212 als Castrum Regius Temesvar mit einer von dem árpádischen König Andreas II. von Ungarn erlassenen Urkunde dokumentarisch belegt.
1241 fielen aus dem Norden die Mongolen ein und verwüsteten das Banat. Nach ihrer Vertreibung rief der ungarische König Béla IV. deutsche Siedler in das entvölkerte Land, welche die Festung wieder aufbauten. Die aus Erde und Stein bestehenden Mauern der Festung wurden mit kalkgebundenen Steinen und Ziegeln befestigt, und die Wassergräben vertieft und erweitert.
Karl I. von Ungarn gab 1307 Instruktionen zum Bau einer neuen königlichen Festung. Die Begh (Bega – damals auch  Kleine Temesch) verzweigte sich hier in drei Arme, der mittlere davon floss entlang der heutigen Strada Alba Iulia. Die Temewarer Festung aus der Zeit der Árpáden stand zwischen dem mittleren und dem westlichen Arm. Karl I. beließ die bestehende Festung aus Erdreich und veranlasste zwischen dem mittleren und dem östlichen Arm den Bau einer neuen Festung aus Fels, was vorübergehend zu zwei Festungen führte. Auf dieser Insel ließ Karl I. bis 1315 sein königliches Kastell bauen, einen der stärksten Wehrbauten des Mittelalters, welchen Karl I. für fast acht Jahre zu seinem Regierungssitz erhob. Dieser Bau war die Grundlage für das spätere Schloss Hunyadi. Nach seinem Tod 1342 ging das königliche Schloss in den Besitz der Krone über.
Die Festung verlor vorerst an Bedeutung, und nach einem Erdbeben waren ihre Mauern für eine Zeit dem Verfall ausgesetzt. Bedingt durch die drohende Expansion des Osmanischen Reiches nach Europa und den Einsatz von Schießpulver wurden die Befestigungsanlagen in den Folgejahren dem aktuellen Stand der Kriegstechnik angepasst. Beim Bau der Mauern wurden starke Eichenstämme eingesetzt und Palisaden errichtet, die von zwei bis drei Wassergräben umgeben waren. Die Mauern wurden mit Schießscharten ausgerüstet, und die Wehrtürme mit Kanonen besetzt.
Unter der Herrschaft de späteren römisch-deutschen Kaisers Sigismund von Luxemburg 1387–1437 wurde das Kastell von Pippo Spano di Ozora instand gesetzt. Der Wehrbau war zu dieser Zeit von Erdwällen und Palisaden umgeben. Die Festung hatte vier Tore: das Lippaer Tor („Praiko“), das Siebenbürger Tor, das Arader Tor und das Wasserturm-Tor. Alle Häuser des Marktfleckens waren aus Holz oder aus mit Spreu gemischtem Ton errichtet. Es wurde auch mit dem Ausbau der Vororte Kleine- und Große Palanka begonnen, die mit Palisaden umgeben waren.
Am 5. Juni 1443 wurde die Gegend erneut von einem verheerenden Erdbeben erschüttert. Das Kastell und die Mauern der Festung wurden durch die Erdstöße stark beschädigt und teilweise zerstört. Der Obergespan Johann Hunyadi ließ das Kastell und die Festungsmauern von dem Architekten Paolo Santini da Duccio wiederherrichten, die Bauarbeiten am Kastell dauerten von 1443 bis 1447. Hierbei wurden die Wehrbauten den von der Weiterentwicklung des Schießpulvers veränderten Kriegstechniken angepasst. Alte Wurfmaschinen wurden durch Kanonen ersetzt. Das vom Erdbeben stark beschädigte Anjou-Kastell wurde abgetragen und das neue Schloss Hunyadi wurde quer zu dem Grundriss des Kastells von Karl I. aufgestellt. Der Bau wurde mit mehreren Basteien und Kanonen ausgerüstet sowie mit drei Toren versehen, jeweils im Osten, im Westen und im Norden. Die neuen Festungsmauern wurden im Norden und Nord-Osten mit Wehrtürmen versehen, und davor wurden doppelte Wassergräben angelegt. Im Süden und im Westen, wo die Festung an die Sümpfe der Bega stieß, hatte man Eichenpalisaden errichtet. Von der alten Anjou-Festung blieben nur die Grundsteine und der Wasserturm erhalten. Die neuen Festungsmauern verliefen entlang der heutigen Strada Marasești, Strada Eugeniu-de-Savoya und Strada Bocsa, südöstlich entlang der späteren Siebenbürger Kaserne, und im Süden umgaben sie das Schloss Hunyadi.
Auch die beiden Vororte Große Palanka im Westen und Kleine Palanka im Osten wurden mit Palisaden, Erdwällen und Wassergräben verstärkt. Das für den Wehrbau benötigte Steinmaterial wurde aus den Werschetzer Bergen herangeschafft, Sand und Kies kam aus Lipova, und das nötige Holz aus den naheliegenden Wäldern. Als Arbeitskräfte dienten auf dem Gebiet der heutigen Fabrikstadt angesiedelte Walachen und Serben.
Nach seinem Amtsantritt 1490 beschloss König Vladislav II. die erneute Befestigung der Cetate. Die Aufsicht hierüber hatte der Comes Pál Kinizsi, der hierfür auch Teile seines eigenen Vermögens bereitstellte. Zu dieser Zeit galt die Cetate als eine der stärksten Festungen. Sie konnte nur aus dem Norden und von Westen angegriffen werden. Die anderen Seiten waren durch die Sümpfe der Bega geschützt. Die Cetate jener Zeit bestand aus drei Teilen: der Burg, den Wohngebieten, und der Insel, der Kleinen Palanka im Osten. Außerhalb der Festungsmauern befand sich die Große Palanka im Westen. Zwischen dem Kastell und den Wohngebieten befand sich der Wasserturm, der wichtigste Wehrbau der Festung. Durch diesen führte auch der Weg, der das Kastell mit der den Wohngebieten über eine Brücke verband. Das Schloss Hunyadi war von festen Mauern und Wassergräben umgeben.
Nach der Einnahme durch die Osmanen 1552 befand sich die Festung in einem sehr schlechten Zustand, da die Mauern durch Kanonenfeuer stark beschädigt waren. Casim Pascha begann gleich mit den Reparaturen, wofür er Walachen aus den benachbarten Dörfern zur Zwangsarbeit zusammentrieb. Die Kirchen der Stadt wurden zu Moscheen umgebaut. Im Stadtbild gab es noch keine gepflasterten Gassen, meist war der Gassenmorast mit Brettern abgedeckt. Die meisten Häuser waren aus Holz gebaut. Bethäuser, der Pulverturm, die Mühle und einige Verwaltungsgebäude waren im orientalischen Stil aus Ziegeln gebaut.
Um 1642/1643 wurde die Cetate von einem in Gefangenschaft geratenen deutschen Architekten erneut befestigt. Andrea Cornaro aus Kreta wurde mit der Erneuerung der Wehrbauten und der Kanalisierung eines Arms der Bega beauftragt.
Eine ausführliche Beschreibung der Cetate im Jahr 1660 stammt von dem Osmanen Evliya Çelebi und datiert:

„Tamisvar liegt in den Morästen des Tamis-Flusses, wie eine Schildkröte im Wasser. Ihre vier Beine sind die vier großen Basteien, das innere Burgkastell aber ist ihr Kopf. Ihre Gestalt ist fünfwinklig. Weder Ziegel noch Steine sind darinnen, weil es eine aus dicken, mit geflochtenen Zäunen bekleideten Eichenstämmen errichtete Feste ist. Der geschickte Baumeister machte diesen Zaun aus Wildreben, überzog sie mit Gips und Kalk, so dass eine weiße Burg entstanden ist. Die Mauerdicke beträgt fünfzig Fuß, an manchen Orten sogar sechzig. Ringsherum ist ein tiefer Graben, und an drei Stellen gibt es auf die Festungsgräben blickende Wachzimmer. Allabendlich spielen neun Musikkapellen und alle Wachposten rufen sich die Nacht über von Zeit zu Zeit: 'Allah akbar!'. Die Festung hat keine Schießluken und keine Verteidigungstürmchen, wohl aber viele Kanonenscharten. Im Ganzen gibt es 200 schöne Kanonen. Die Zahl und Menge des in der Festung aufbewahrten Kriegsgerätes sowie der Futter- und Lebensmittel kennt nur der erhabene Gott. Auf den Wällen kann die Festung in einer Stunde umgangen werden.“

Die Festung hatte zu dieser Zeit fünf Tore, zwei davon, im Süden und Osten, trugen den Namen Azab. Dazu kamen noch die Tore des Hahns (nach dem auf ihm befindlichen Wetterhahn) im Norden, des Wassers und des Ufers. Die Cetate mit 1200 Häusern wurde in vier Wohnbezirke unterteilt und hatte zehn Vororte mit weiteren 1500 Häusern.
Nach der Rückeroberung durch die Habsburger 1716 wurde die Festung zwischen 1723 und 1765 im zu dieser Zeit modernen Vauban-Stil umgestaltet. Die neue Festungsanlage ersetzte die ältere und kleinere ottomanische Zitadelle und bestand aus neun Bastionen, von denen neben der zwischen 1730 und 1735 aus Ziegelsteinen gebauten und rund 1,7 Hektar des heutigen Stadtkerns umfassenden Maria-Theresia-Bastion nur noch vier weitere kleinere Mauerfragmente bestehen, und zwar an der Strada Alexandru Ioan Cuza, im Botanischen Garten von Timișoara und auf der Piața Timișoara 700 – dort einmal nördlich und einmal südlich der Strada Coriolan Brediceanu. Unter der Führung des Gouverneurs Claudius Florimund Mercy wurde ab 1728 der Bega-Kanal gebaut, wodurch die Sümpfe des Umlandes trockengelegt wurden.
Nach der Ungarischen Revolution 1848/1849 verlor die Burg mit den Festungswerken an Bedeutung, so dass ihre Mauern samt Burgtoren abgerissen wurden. Mit den Stadtbauplänen wurde die Cetate ab 1895 zum Stadtzentrum des damaligen Temesvár, das durch 40 Meter breite Verkehrsadern erster Kategorie wie den heutigen Bulevard Tinereții oder Bulevard Revoluției din 1989 mit den Vororten verbunden wurde. Das dichte, geradwinklige Straßennetz der Innenstadt wurde von einer Ringstraße nach Wiener Vorbild umgeben. Bis 1910 vereinten sich die äußeren Stadtviertel mit dem Gebiet der Cetate zu einem geschlossenen Stadtbild. Die Bombardierungen und Kampfhandlungen in Timișoara während des Zweiten Weltkriegs blieben ohne größere Folgen für die Bausubstanz Cetates.
Die Siebenbürger Kaserne, welche in der Zeitspanne von 1719 bis 1723 erbaut wurde und mit ihren 483 Metern Länge das längste Gebäude Europas war, wurde 1964 während der kommunistischen Diktatur abgerissen. Die Bausubstanz Cetates litt während dieser Zeit unter der mangelnden Instandhaltung. Neue Investitionen in die Sanierung der oft maroden Gebäude nach der Rumänischen Revolution 1989 wirkten sich positiv auf das neue Erscheinungsbild der Stadt aus; es besteht aber weiterhin Handlungsbedarf.

## Sehenswürdigkeiten

### Plätze, Gebäude, Statuen (Auswahl)
| | | | | |
| - Piața Victoriei - Kathedrale der Heiligen drei Hierarchen - Nationaltheater und Opernhaus - Hotel Timișoara - Palais Weiss - Palais Lloyd - Palais Neuhaus - Palais Merbl - Palais Dauerbach - Palais Hilt & Vogel - Palais Széchényi - Palais Löffler - Handelskammer-Palais - Fischbrunnen - Kapitolinische Wölfin | - Piața Unirii - Dom zu Timișoara - Barockpalast - Haus mit den Löwen - Serbisch-Orthodoxe Kathedrale - Serbisch-Orthodoxer Bischofssitz - Haus Brück - Haus Emmer - Dreifaltigkeitsstatue - Artesischer Brunnen | - Piața Libertății - Altes Rathaus - Militärkasino - Biblioteca Județeană George Barițiu - Musik-Fakultät der Universität des Westens Timișoara - Statue des Heiligen Nepomuk und der Maria - Decebalus-Büste | - Piața Dr. I. C. Brătianu - Dikasterialpalast - Maria-Theresia-Bastion - Springbrunnen der Himmelsrichtungen (rumänisch Fântână cu Punctele Cardinale) - Haus mit der eisernen Achse (rumänisch Casa cu axul de fier) - Lutherkirche (rumänisch Biserica Evanghelică Luthgerană) | - Verschiedenes - Schloss Hunyadi - Deschan-Palast - Piața Timișoara 700 mit der Militärkapelle - Haus zum Stock-im-Eisen (rumänisch Casa la pomul breslelor) - Haus zum Prinz-Eugen-Tor (rumänisch Casa Prințului Eugeniu de Savoya) - Postpalais - Katharinenkirche - Synagoge in der Innenstadt - Piaristenkirche Heiliges Kreuz - Piaristengymnasium - Nikolaus-Lenau-Lyzeum - Colegiul Național Constantin Diaconovici Loga - Medizinische und Pharmazeutische Universität Victor Babeș |

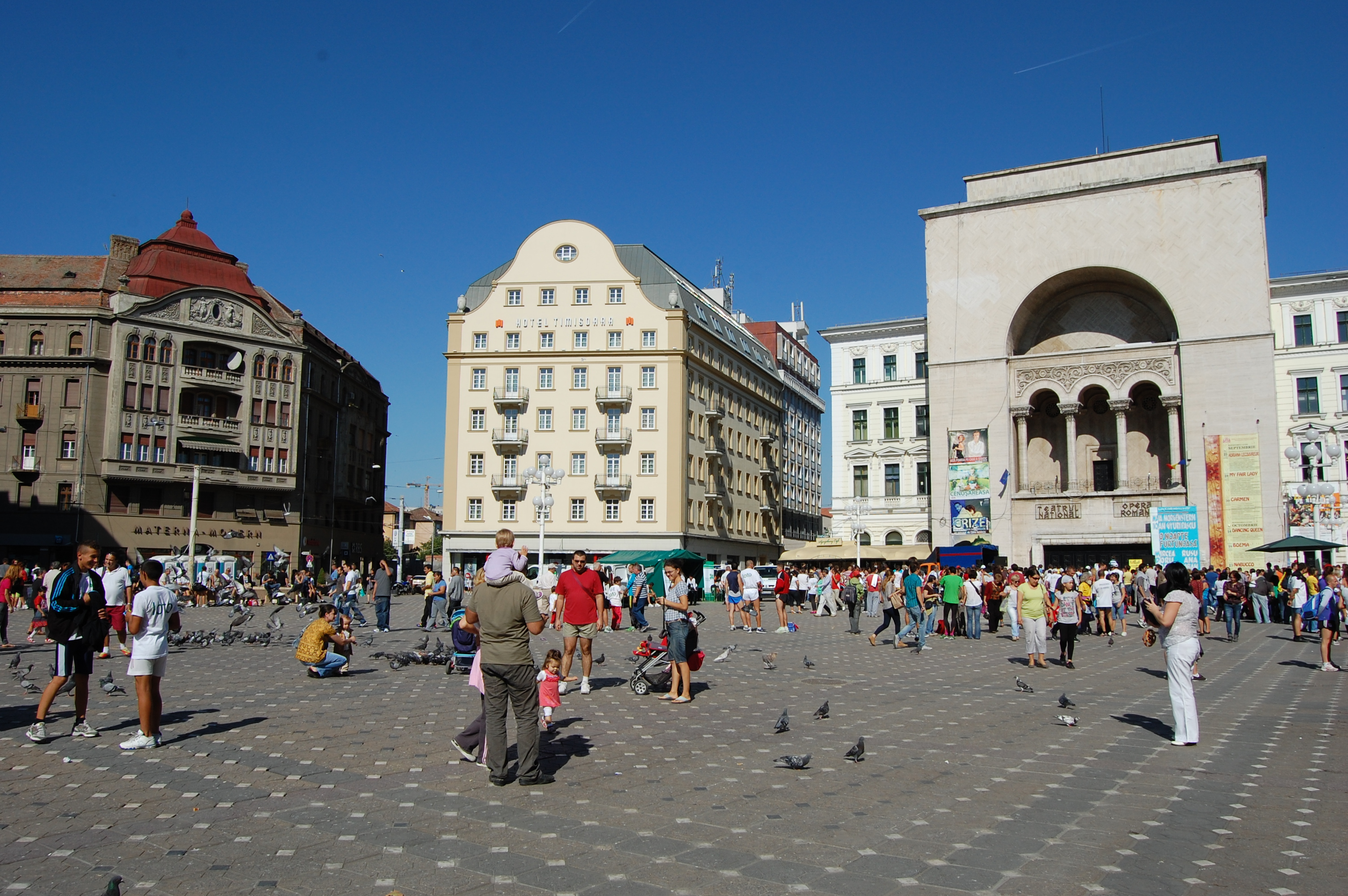
Piața Victoriei
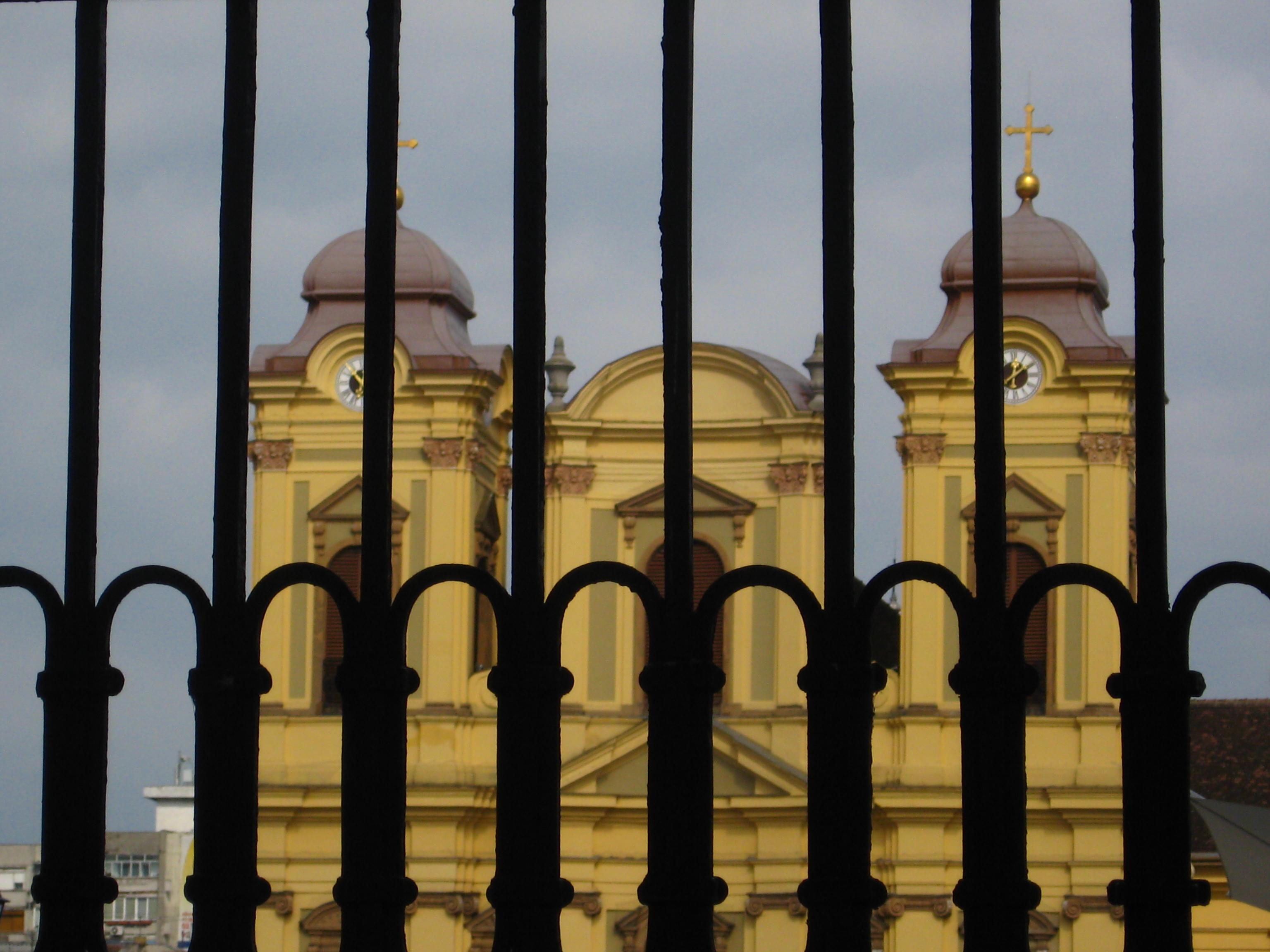
Piața Unirii
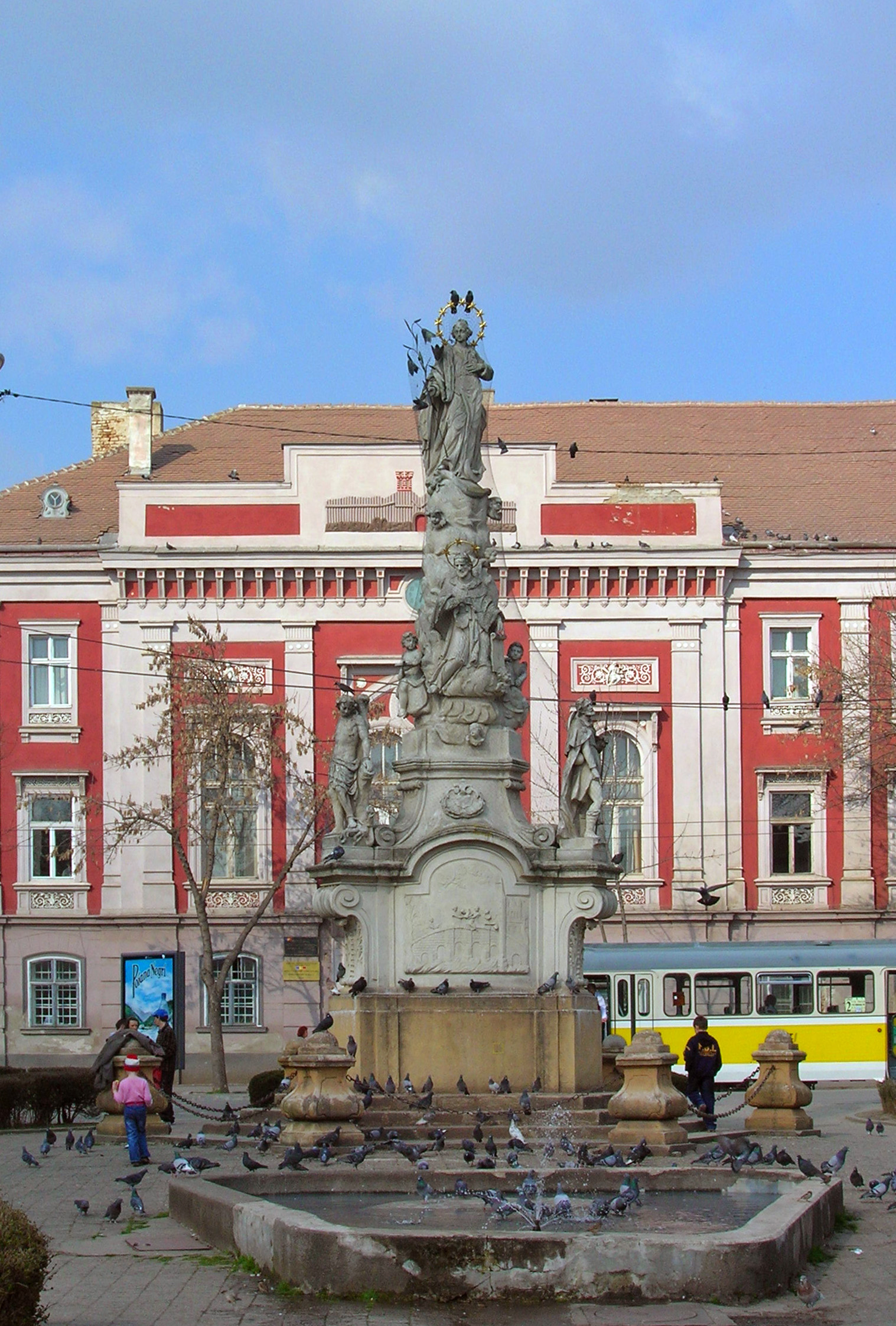
Piața Libertății
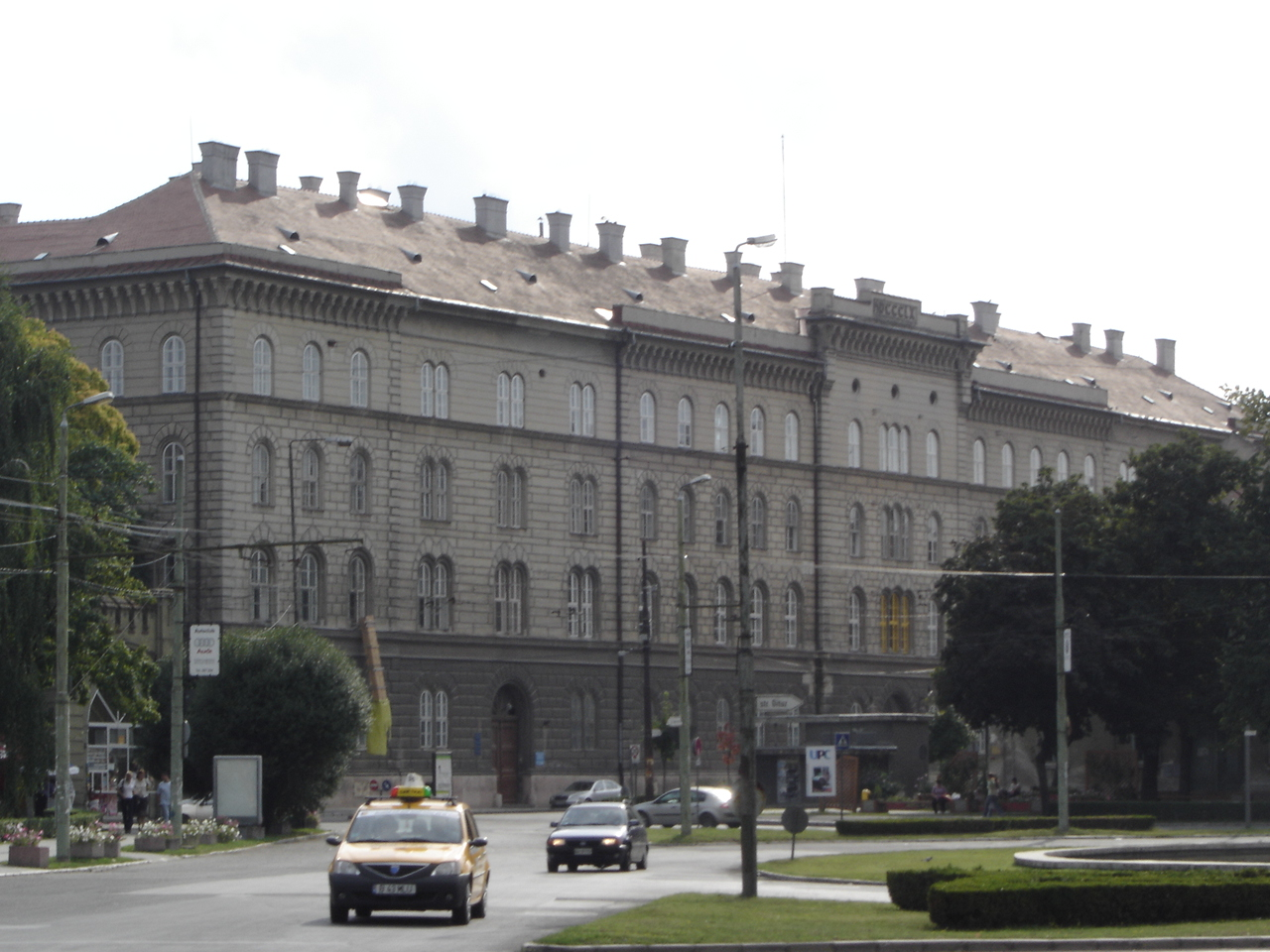
Piața Dr. I. C. Brătianu
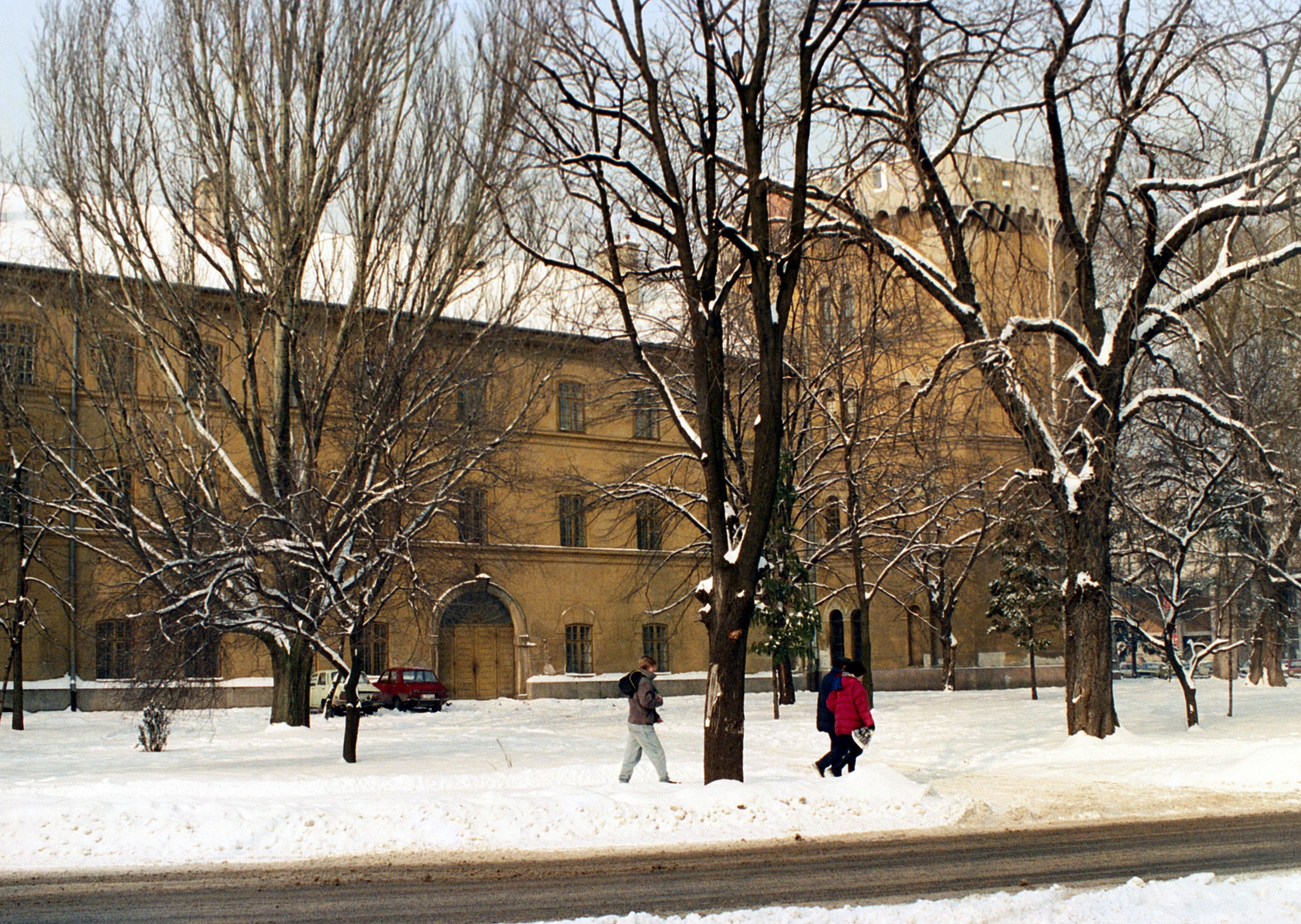
Schloss Hunyadi
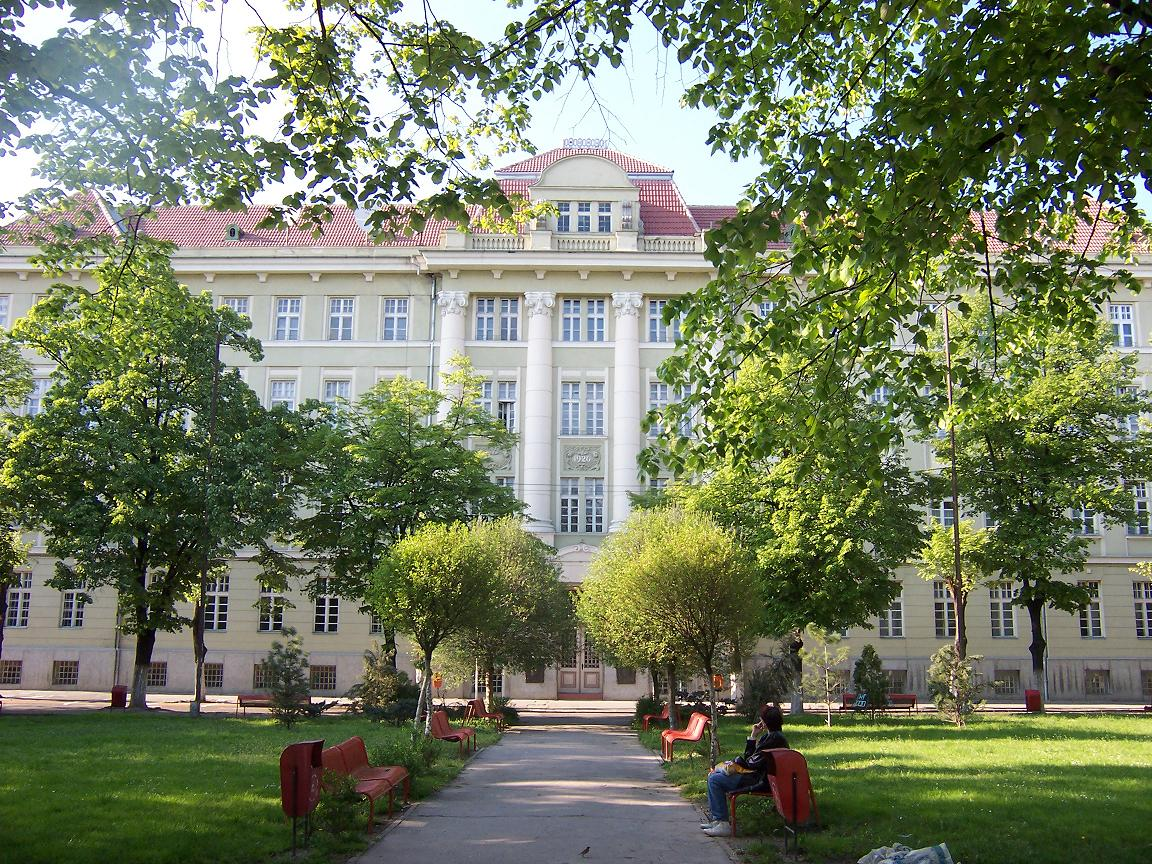
Medizinische und Pharmazeutische Universität Victor Babeș

### Parks

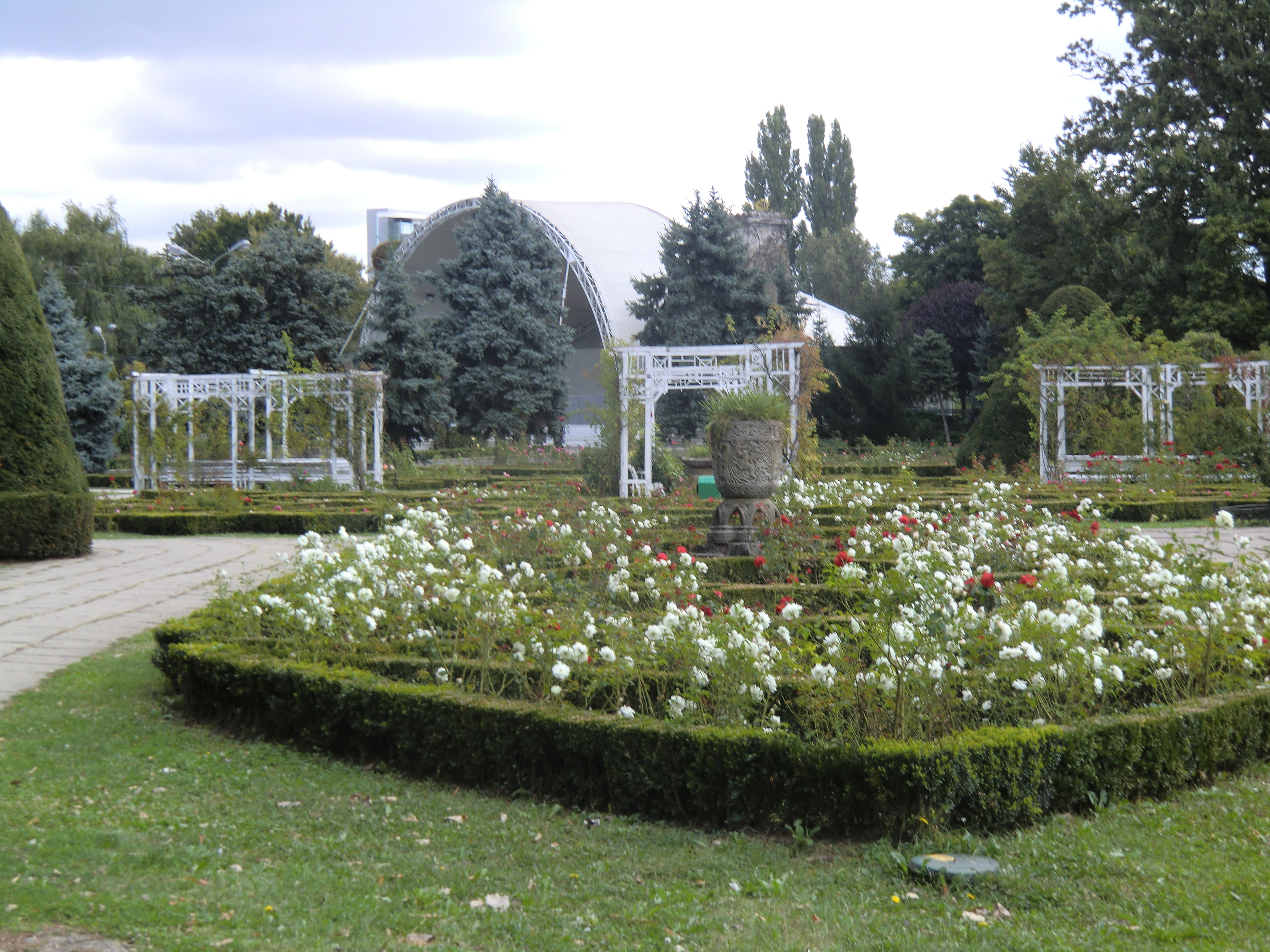
Freilichtbühne-Rosenpark, 2010
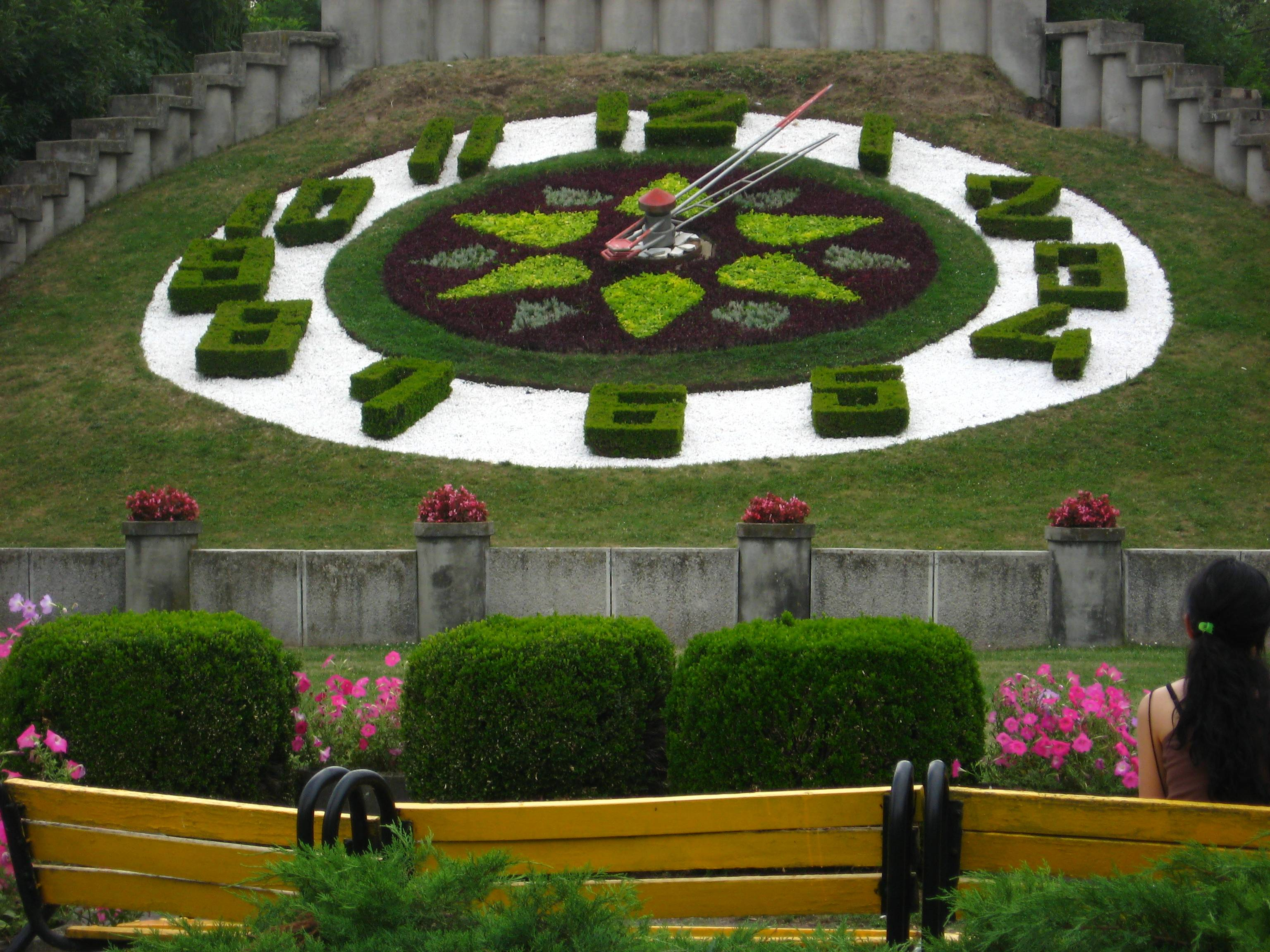
Parcul Civic

Auf dem ursprünglich unbebauten Festungsvorland zwischen der Festung und der Bega wurden großzügige Parkanlagen angelegt, hierzu gehören (von Westen nach Osten) Parcul Central, Parcul Catedralei, Parcul Rozelor, und Parcul Copiilor. Weiterhin besteht im Zentrum der Parcul Civil sowie im Nordwesten des Bezirks der Parcul Botanic.

### Brücken

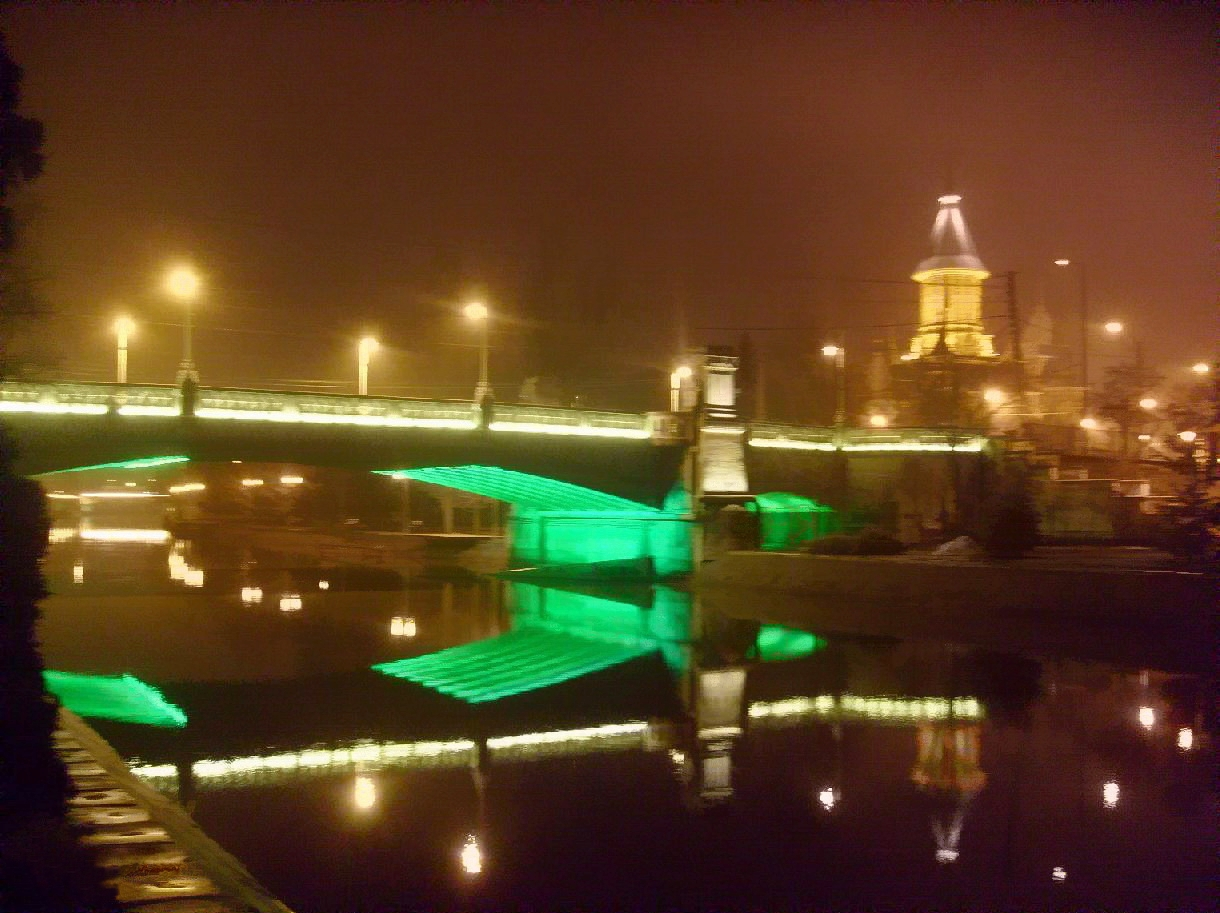
Podul Tinereții bei Nacht
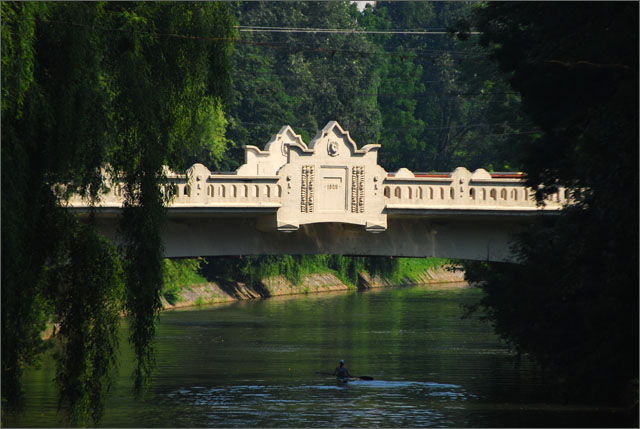
Podul Decebal

Die folgenden Brücken überqueren die Bega und verbinden dabei die Innere Stadt mit anderen Bezirken Timișoaras (von Westen nach Osten):
| |                                                                                            |
| - Podul Traian nach Iosefin - Podul Tinereții nach Elisabetin - Podul Michelangelo nach Elisabetin | - Podul Decebal nach Fabric - Podul Dacilor nach Fabric - Podul Mihai Viteazul nach Fabric |